# Presidente de Transnistria
El Presidente de la República Moldava Pridnestroviana es el más alto funcionario electo de Transnistria, un pequeño país no reconocido que declaró su independencia de Moldavia en 1990. El presidente de la República es el jefe de Estado del país y también es el comandante en jefe de sus fuerzas armadas. Según la Constitución de Transnistria, también representa al país en el exterior.
Es elegido por los ciudadanos de la República sobre la base del sufragio universal, igual y directo en votación secreta por un período de cinco años.
El actual presidente es Vadim Krasnoselski, desde el 16 de diciembre de 2016. Fue elegido en las elecciones de 2016 y reelegido en las elecciones de 2021.

## Jefes de Estado (1990-1991)
| Nombre (nacimiento-fallecimiento) | Cargo                                     | Término                 | Término                 |
| Nombre (nacimiento-fallecimiento) | Cargo                                     | Inicio                  | Final                   |
| --------------------------------- | ----------------------------------------- | ----------------------- | ----------------------- |
| Ígor Smirnov (1941–)              | Presidente del Soviet Supremo Provisional | 3 de septiembre de 1990 | 29 de noviembre de 1990 |
| Ígor Smirnov (1941–)              | Líder de la República                     | 29 de noviembre de 1990 | 29 de agosto de 1991    |
| Andréi Manoylov (1945–1995)       | Líder interino de la República            | 29 de agosto de 1991    | 1 de octubre de 1991    |
| Ígor Smirnov (1941–)              | Líder de la República                     | 1 de octubre de 1991    | 3 de diciembre de 1991  |

## Presidentes (1992-)
| N.º | Imagen | Nombre (nacimiento-fallecimiento) | Período                 | Período                 | Afiliación    | Vicepresidente                                                                            | Primer Ministro                                                                      |
| N.º | Imagen | Nombre (nacimiento-fallecimiento) | Inicio                  | Final                   | Afiliación    | Vicepresidente                                                                            | Primer Ministro                                                                      |
| --- | ------ | --------------------------------- | ----------------------- | ----------------------- | ------------- | ----------------------------------------------------------------------------------------- | ------------------------------------------------------------------------------------ |
| 1   |        | Ígor Smirnov (1941–)              | 3 de diciembre de 1991  | 30 de diciembre de 2011 | Independiente | Alexandru Caraman (1990–2001) Serguéi Leontiev (2001–2006) Aleksándr Korolyov (2006–2011) | Cargo inexistente                                                                    |
| 2   |        | Yevgueni Shevchuk (1968–)         | 30 de diciembre de 2011 | 16 de diciembre de 2016 | Independiente | Cargo disuelto                                                                            | Piotr Stepanov (2012–2013) Tatiana Turanskaya (2013–2015) Pável Prokudin (2015–2016) |
| 3   |        | Vadim Krasnoselski (1970–)        | 16 de diciembre de 2016 | en el cargo             | Independiente | Cargo disuelto                                                                            | Aleksandr Martynov (2016– )                                                          |